# Смехоранчета
Вокална група „Смехоранчета“ е детски хор в София.
Ръководители са Галя Коджаманова и Мария Константинова.
Младите певци са разделени в 4 възрастови групи:
- „Дребосъци“ (от 2 до 6 години) – Памперси
- „Малки госпожици и господа“ (от 6 до 9 години) – Сладурани
- „Обещаващи и амбициозни тийнейджъри“ – Ветерани
- „Порасналите смехоранчета“ – квартет SP

## Дискография
Записани самостоятелни албуми:
- Фестивал на радостта
- Весела Коледа за малки и големи
- Незабравими детски песнички
- Голям смехорански празник 2
- Голям смехорански празник
- Капитани Смехорани
- Коледна звездичка

Участвали са и в много сборни албуми, както и в множество видеоклипове.
Имат издадена видеокасета и 4 телевизионни филма.

## Участия
Участвали са в 16 самостоятелни спектакъла.
Участват редовно в детски телевизионни и радиопредавания, и концерти в страната и чужбина.

## Награди
Повече от 11 дипломи и грамоти от участия във фестивали

1998 г. Белград – Награда за най-малък участник

2002 г. „Милион чудеса“, Банкя – „Гран при“ за песен

2004 г. „Милион чудеса“, Банкя – II награда за песен

Повече от 10 грамоти за участие в чужбина и в България.
2 златни медала – първо място и награда за участие.
1 златна купа за квартет SP и златната чиния – първо място.